# Телевизионна мрежа (филм)
„Телевизионна мрежа“ (на английски: Network) е американски игрален филм – сатирична драма, излязъл по екраните през 1976 година, режисиран от Сидни Лумет с участието на Питър Финч, Фей Дънауей, Уилям Холдън и Робърт Дювал в главните роли. Сценарият е написан от Пади Чайефски. През 2000 година, „Телевизионна мрежа“ е избран като културно наследство за опазване в Националния филмов регистър към Библиотеката на Конгреса на САЩ. Авторитетното списание Empire включва произведението сред първите 100 в списъка си „500 най-велики филма за всички времена“.

## Сюжет
Произведението показва непрестанните борби за висок рейтинг в телевизионните канали, които цинично се облагодетелстват дори от откровенията на опълчил се срещу системата популярен телевизионен водещ.

## В ролите
| Актьор          | Роля                                                       |
| --------------- | ---------------------------------------------------------- |
| Питър Финч      | Хауърд Бийл – телевизионен водещ                           |
| Фей Дънауей     | Даяна Кристенсен – отговорен редактор в телевизионен канал |
| Уилям Холдън    | Макс Шумахер – отговорен редактор в телевизионен канал     |
| Робърт Дювал    | Франк Хакет – шеф на телевизионен канал                    |
| Уесли Ади       | Нелсън Чейни                                               |
| Нед Бийти       | Артър Йенсен – медиен магнат                               |
| Беатрис Страйт  | Луиз Шумахер – съпруга на Макс                             |
| Джордан Чарни   | Хари Хънтър                                                |
| Лейн Смит       | Робърт Макдонау                                            |
| Марлен Уарфийлд | Лаурийн Хобс                                               |
| Кончата Ферел   | Барбара Шлезинджър                                         |

## Награди и Номинации
„Телевизионна мрежа“ е сред основните заглавия на 49-ата церемония по връчване на наградите „Оскар“, където е номиниран за отличието в цели 10 категории, печелейки 4 статуетки в това число за най-добри главни мъжка и женска роли за изпълненията на Питър Финч и Фей Дънауей, както и за най-добър оригинален сценарий. Филмът е удостоен и с престижните призове „Златен глобус“ – отново за главните изпълнители Финч и Дънауей, за сценарий и за най-добър режисьор за Сидни Лъмет.

## „Телевизионна мрежа“ в България
Българската телевизия излъчва филма с дублаж за телевизията около 1986 г. Екипът се състои от:
| Преводач            | Веселина Николова                                                                          |
| Редактор            | Елена Сотирова                                                                             |
| Тонрежисьор         | Габриела Жекова                                                                            |
| Режисьор на дублажа | Елена Попова                                                                               |
| Озвучаващи артисти  | Николай Бинев Иван Джамбазов Мария Никоевска Гинка Шофелинова Стефан Стефанов Банко Банков |